# Підглядаючий Піт
Підглядаючий Піт (англ. Peeping Pete) — американська короткометражна кінокомедія Мака Сеннета 1913 року з Роско Арбаклом.

## Сюжет
Підглядаючий Піт шпигує за сусідською дружиною через одну з щілин в паркані. Сусід помічає це і женеться за ним по всьому місту з шерифом.

## У ролях
- Мак Сеннет — підглядаючий Піт
- Форд Стерлінг — сусід
- Роско «Товстун» Арбакл — дружина Піта
- Нік Коглі — шериф
- Беатрис Ван — дружина сусіда
- Чарльз Ейвері — бармен
- Едгар Кеннеді — поліцейський
- Вільям Гаубер — сільський житель
- Берт Ганн — сільський житель
- Руб Міллер — сільський житель